# USS Anchorage (LPD-23)
USS Anchorage (LPD-23) — десантний транспортний корабель-док ВМС США, сьомий корабель типу «Сан-Антоніо». Призначений для транспортування військ та комбінованої висадки повітряним (за допомогою вертольотів чи конвертопланів) та водним (за допомогою катерів на повітряній подушці) морських піхотинців. Другий корабель ВМС США, який названий на честь міста Анкоридж, штат Аляска.

## Будівництво

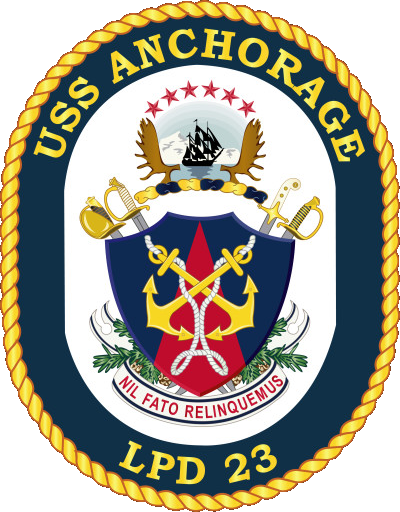
Емблема корабля

Кіль було закладено 24 вересня 2007 на корабельні Avondale поблизу Нового Орлеана, штат Луїзіана , що належить Northrop Grumman Ship Systems. Судно було спущено на воду 12 лютого 2011 р. Хрещеною матір'ю стала Аннет Конвей, дружиною Джеймса Т. Конвея , колишнього коменданта морської піхоти. Корабель був офіційно доставлений і прийнятий ВМС США 17 вересня 2012 р.  Анкоридж був введений в експлуатацію 4 травня 2013 р. В однойменному місті.

## Служба
5 грудня 2014 здійснив транспортування  космічної капсули «Оріон». Після того як  НАСА провело випробувальний політ, та здійснила посадку капсули «Оріон» в Тихому океані біля Мексики.

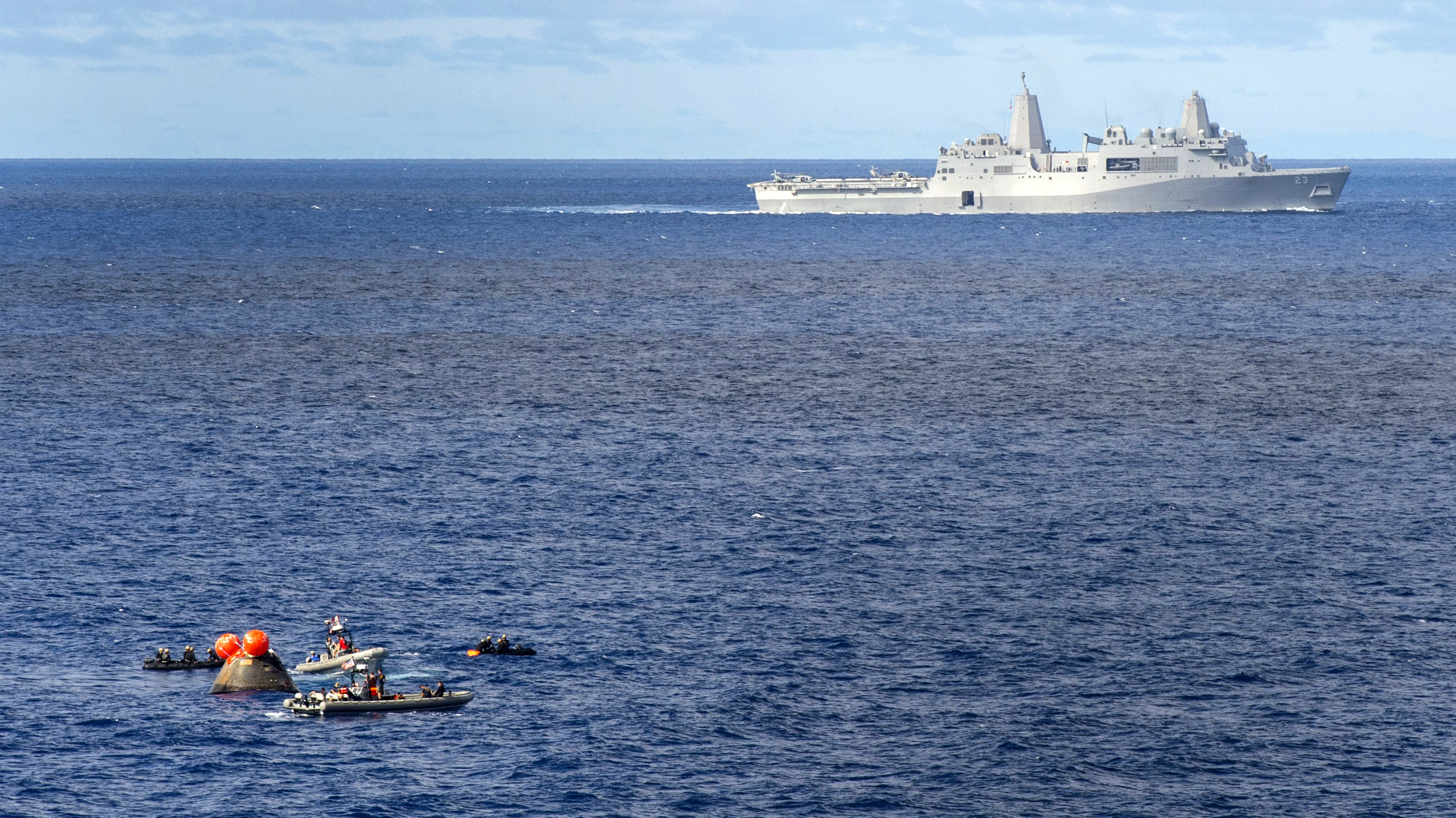
Біля космічної капсули "Оріон", 5 грудня 2014 року.

З 11 травня  по 15 грудня 2015 року, брав участь у своєму першому розгортані.
22 жовтня 2017 року під час  навчань ВМС США та корпусу морської піхоти США “Dawn Blitz-2017” з борта корабля було проведено успішні запуски з тактичного ракетного комплексу HIMARS – американської ракетної артилерійської системи підвищеної мобільності, яка змонтована на колісному шасі.
З 10 липня  по 1 березня 2019 року, брав участь у розгортані в західній  частині Тихого океану.